# シルヴァーシティ

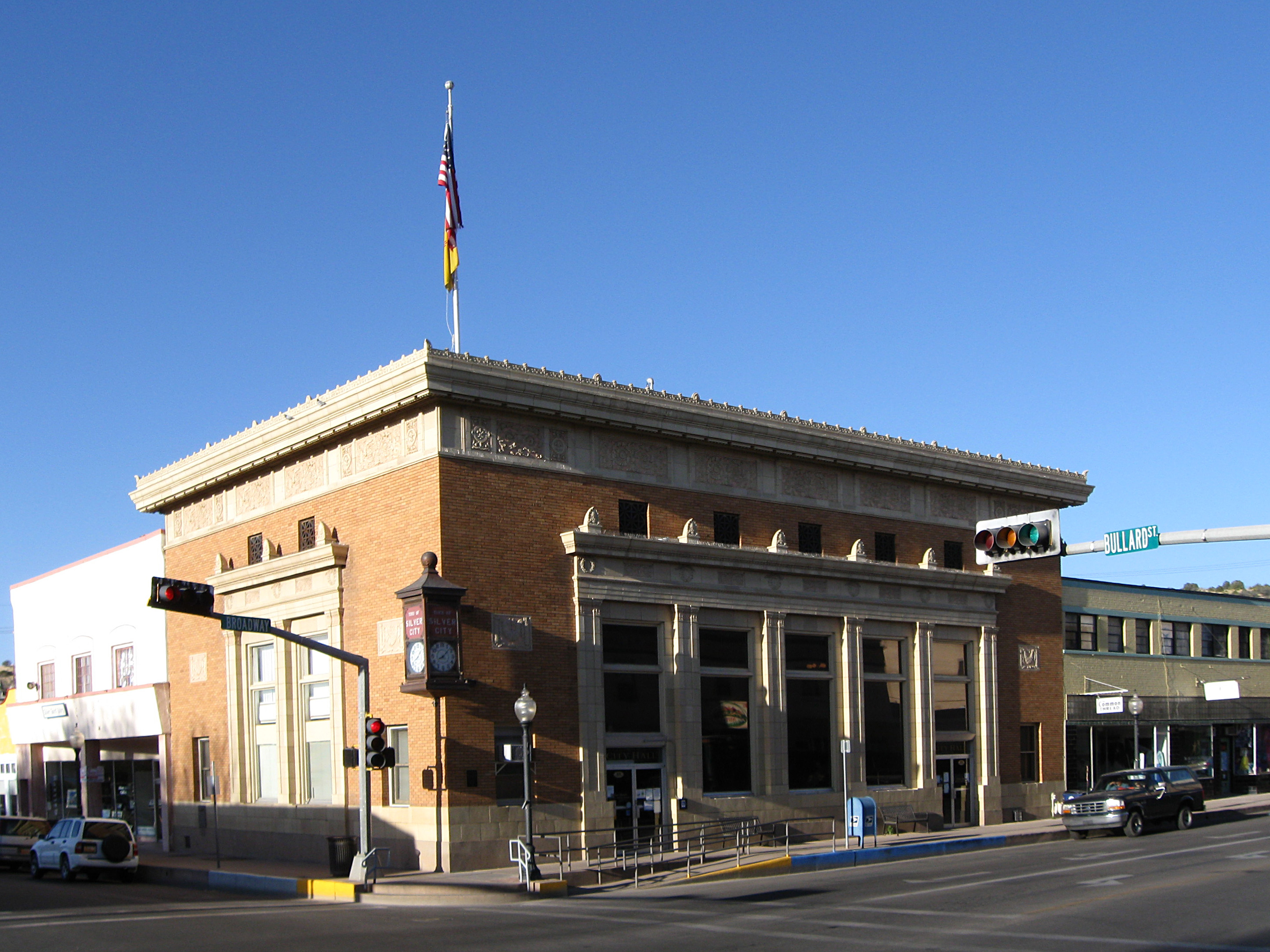
市庁舎

シルヴァーシティ（Silver City）は、アメリカ合衆国ニューメキシコ州の都市。グラント郡の郡庁所在地である。人口は9,704人（2020年）。西ニューメキシコ大学が立地する学園都市。

## 歴史
シルヴァーシティの場所は、もともとサン・ビンセンテ・デ・ラ・シエネガ（聖ビンセントの沼地）として知られていて、白人が入植する前は、渓谷はアパッチ族の野営地になっていた。しかし、1860年代のアメリカ人採掘者の波の到来とともに、渓谷の様相はすぐに変化した。
シルヴァーシティは、ジョン・M・ブラード大尉が自身と彼の兄弟のジェームスが所有する農場のちょうど西の丘に位置するクロライド・フラッツで、銀鉱石の埋蔵物を発見し、そのすぐ後の1870年の夏に創設された。銀の鉱脈に続いて、ブラード大尉はかつての農場に新しいシルヴァーシティの大通りを配置し、にぎやかなテントの町はすぐに活気づいた。シルヴァーシティの発展の軌跡は同じ時期に創設された他の多くの鉱業のブームタウンとは異なっているが、ブラード大尉自身は1年足らず後の1871年2月23日、アパッチ族の襲撃との対立によって殺され、恒久的な町の始まりさえ見るまで生きられなかった。
また、シルヴァーシティは、Lost Adams Diggingsといった隠された財宝を探す多くの遠征の出発点としても知られている。

## 地理
シルヴァーシティは北緯32度46分41秒 西経108度16分27秒 / 北緯32.77806度 西経108.27417度  (32.777943、-108.274273)に位置している。町の総面積は26.3 km² (10.1 mi²)で、すべて陸地である。シルヴァーシティの公称の高度は5,895フィートである。

## 人口動勢
以下は2000年の国勢調査における人口統計データである。
基礎データ
- 人口: 10,545人
- 世帯数: 4,227世帯
- 家族数: 2,730家族
- 人口密度: 401.5/km² (1,040.1/mi²)
- 住居数: 4,757軒
- 住居密度: 181.1/km² (469.2/mi²）

人種別人口構成
- 白人: 71.72%
- アフリカン・アメリカン: 0.86%
- ネイティブ・アメリカン: 1.14%
- アジア人: 0.45%
- 太平洋諸島系: 0.05%
- その他の人種: 22.42%
- 混血: 3.37%
- ヒスパニック・ラテン系: 52.43%

世帯と家族（対世帯数）
- 世帯数: 4,227世帯
- 18歳未満の子供がいる: 30.0%
- 結婚・同居している夫婦: 44.6%
- 未婚・離婚・死別女性が世帯主: 15.4%
- 非家族世帯: 35.4%
- 単身世帯: 30.3%
- 65歳以上の老人1人暮らし: 11.9%
- 平均構成人数
  - 世帯: 2.40人
  - 家族: 3.00人

年齢別人口構成
- 18歳未満: 25.0%
- 18-24歳: 11.4%
- 25-44歳: 24.2%
- 45-64歳: 23.1%
- 65歳以上: 16.3%
- 年齢の中央値: 37歳
- 性比（女性100人あたりの男性の人口）
  - 総人口: 91.0人
  - 18歳以上: 85.7人

収入と家計
- 収入の中央値
  - 世帯: 25,881米ドル
  - 家族: 31,374米ドル
  - 性別
    - 男性: 28,476米ドル
    - 女性: 18,434米ドル
- 人口1人あたり収入: 13,813米ドル
- 貧困線以下
  - 対家族数: 17.7%
  - 対人口: 21.9%
  - 18歳未満: 29.2%
  - 65歳以上: 10.0%

## 経済
シルヴァーシティは採鉱の町として創設し、近接した鉱山のフェルプスドッジ社の運営は今も地元の経済の基礎となっている。2006年、チノ鉱山とタイロン鉱山は125,400トンの銅を産出した。鉱山の雇用者は1,250人で、賃金と給料は合わせて7300万ドルになる。しかしながら、フェルプスドッジの広報は、「現在の経済予測に基づいて、私たちのニューメキシコの所有地は25年後には作動していないだろう」と最近述べた。

## 交通

### 空港
グラント郡空港 - シルヴァーシティの南東16キロに位置する

### 主な高速道路
- ルート180
- ニューメキシコ州高速道90